# Хидашели, Ион Доментиевич
Ион Доментиевич Хидашели (1917, село Меоре-Свири, Шорапанский уезд, Кутаисская губерния — неизвестно, село Меоре-Свири, Грузинская ССР) — звеньевой колхоза имени Молотова Зестафонского района, Грузинская ССР. Герой Социалистического Труда (1949).

## Биография
Родился в 1917 году в крестьянской семье в селе Меоре-Свири Шорапанского уезда. После окончания местной начальной школы трудился в сельском хозяйстве. С середины 1930-х годов трудился в виноградарской бригаде колхоза имени Молотова Зестафонского района. В послевоенные годы — звеньевой виноградарей в этом же колхозе.
В 1948 году звено под его руководством собрало в среднем с каждого гектара по 100,2 центнера винограда с площади 3 гектара. Указом Президиума Верховного Совета СССР от 9 августа 1949 года удостоен звания Героя Социалистического Труда за «получение высоких урожаев винограда в 1948 году» с вручением ордена Ленина и золотой медали «Серп и Молот» (№ 4381).
После выхода на пенсию проживал в родном селе Меоре-Свири. Дата смерти не установлена.